# Pedro Oldoni
Pedro Henrique Oldoni do Nascimento (Pato Branco, 26 settembre 1985) è un ex calciatore brasiliano, di ruolo attaccante.
Possiede il passaporto italiano.